# John Cordts
John Cordts (Huntsville, Ontario, 23 de juliol del 1935) va ser un pilot de curses automobilístiques canadenc que va arribar a disputar curses de Fórmula 1.

## A la F1
John Cordts va debutar a la novena cursa de la temporada 1969 (la vintena temporada de la història) del campionat del món de la Fórmula 1, disputant el 20 de setembre del 1969 el GP del Canadà al circuit de Mosport Park.
Va participar en una única cursa puntuable pel campionat de la F1, havent-se de retirar per una pèrdua d'oli abans de finalitzar la cursa i no assolí cap punt pel campionat del món de pilots.

## Resultats a la Fórmula 1
| Any  | Equip      | Xassís  | Motor  | 1   | 2   | 3   | 4   | 5   | 6   | 7   | 8   | 9       | 10  | 11  | Posició | Punts |
| ---- | ---------- | ------- | ------ | --- | --- | --- | --- | --- | --- | --- | --- | ------- | --- | --- | ------- | ----- |
| 1969 | Paul Seitz | Brabham | Climax | SUD | ESP | MON | HOL | FRA | GBR | ALE | ITA | CAN Ret | USA | MEX | -       | 0     |

### Resum
| Curses: | Victòries: | Pòdiums: | Poles: | Voltes ràpides: | Punts: |
| ------- | ---------- | -------- | ------ | --------------- | ------ |
| 1       | 0          | 0        | 0      | 0               | 0      |